# Krebsegel
Die Krebsegel oder Kiemenegel (Branchiobdellida) sind eine Ordnung der Egel (Hirudinea) mit etwa 150 Arten, die als Kommensalen oder Symbionten, in wenigen Fällen als Parasiten an den Kiemen oder anderen Körperpartien von Süßwasserkrebsen leben. Sie weisen Merkmale sowohl der Egel als auch der Wenigborster auf und sind ausschließlich in Süßwasser auf der Nordhalbkugel verbreitet.

## Merkmale
Die etwa 150 Arten der Krebsegel erreichen maximale Längen von 0,8 bis 12 mm. Die Krebsegel haben eine feste Anzahl von 15 Segmenten, von denen die ersten zehn eine äußere Ringelung aufweisen. Die ersten vier Segmente bilden den Kopf, dem ein Prostomium fehlt, während 11 Segmente den Rumpf bilden. Die Krebsegel besitzen ein voll ausgebildetes Coelom, das im Bereich des Rumpfes wie bei den Wenigborstern segmentweise Septen aufweist. Ebenso ist ein einfach gebautes primäres geschlossenes Blutgefäßsystem vorhanden. Wie bei allen Egeln mit Ausnahme der Borstenegel fehlen Borsten (Chaetae), während sowohl ein hinterer, vom letzten Segment gebildeter als auch ein vorderer Saugnapf vorhanden sind. Der Vorderdarm der Krebsegel ist als muskulöser Schlund mit zwei Kiefern ausgebildet, während die darauf folgenden Darmabschnitte keine starken Muskeln aufweisen und der Darmkanal sich auch nicht aufweitet. Die Tiere sind Zwitter mit zwei Paar Hoden, einem Penis und einem Receptaculum seminis.

## Vorkommen, Lebensraum und Artbeispiele
Die Krebsegel sind in Binnengewässern Europas, Asiens, Nordamerikas und Mittelamerikas verbreitet. Die meisten Arten leben als Kommensalen an Kiemen oder auch anderen Körperpartien von Süßwasserkrebsen, wo sie mikroskopische Algen und Kleintiere abweiden. Einige Arten sind jedoch Parasiten.
An den in Europa heimischen Flusskrebsen, insbesondere dem Edelkrebs (Astacus astacus), gibt es 4 Arten, die nach ihrer gegenseitigen Begattung auch ihre Eikokons am Wirt befestigen. Am besten untersucht ist der bis zu 1,2 cm lange Große Krebsegel (Branchiobdella parasita), der als Kommensale insbesondere am Carapax und Hinterleib der Krebse lebt. Ebenfalls Kommensalen an Flusskrebsen sind der kaum 4,5 mm lange Kleine Krebsegel (Branchiobdella pentadonta) und der etwa gleich große balkanische Krebsegel Branchiobdella balcanica, die beide oft an den Krebsscheren zu finden ist. Die nur etwa 3 mm große Branchiobdella hexadonta lebt in der Kiemenhöhle von Flusskrebsen und ist ein fakultativer Parasit, der sich gelegentlich vom Kiemengewebe des Wirtes ernährt. Die Krebsegel sind wirtsspezifisch und gehen nicht auf andere Krebsarten über. Branchiobdella astaci und Branchiobdella balcanica gelten deshalb auf Grund der Verdrängung der Edelkrebse und Galizischen Sumpfkrebse durch die Krebspest und invasive Krebsarten als fast ausgestorben. Als Kommensalen an nach Europa eingeschleppten Krebsen leben Xironogiton instabilis an Signalkrebsen (Pacifastacus leniusculus) und Cambarincola mesochorus am Roten amerikanischen Sumpfkrebs (Procambarus clarkii).
Branchiobdella parasita und wohl auch andere Arten fressen als Prädatoren auch Zuckmückenlarven, Wasserflöhe und Ruderfußkrebse. Da die Krebsegel den Krebspanzer reinigen, charakterisiert Hasko Nesemann die Beziehung des Krebsegels zum Krebs nicht als Kommensalismus, sondern als Symbiose.

## Systematik
Da die Krebsegel sowohl Merkmale der Egel als auch der Wenigborster aufweisen, war ihre systematische Stellung lange umstritten. Die Familie Branchiobdellidae (damals noch als Branchiobdellea ohne die später für Familien vorgeschriebene Endung -idae) wurde 1851 von Adolph Eduard Grube in seinem Werk Die Familien der Anneliden mit Angaben ihrer Gattungen und Arten aufgestellt, wo er sie zu den Egeln stellte. Als hiervon abweichende Namen wurde später auch die Synonyme Bdellodrillidae, Discodrillidae, Discodrilidae (Vejdovsky, 1884) und Drillobdellidae für ein und dieselbe Familie verwendet. Maurice C. Hall erhob die Gruppe 1914 in den Status einer Überfamilie Branchiobdelloidea innerhalb der Wenigborster. Perry C. Holt stellte 1965 eine eigene Ordnung Branchiobdellida auf. Peter Ax nennt 1999 als Autapomorphie der monophyletischen Gruppe Branchiobdellida die Reduktion der Segmente auf 15 und das Fehlen eines Prostomiums, die Reduktion der Nephridien auf zwei Paar, die zwei Kiefer als konvergente Entwicklung zu den Kieferegeln sowie die Abwesenheit von Borsten als Konvergenz zu den Borstenlosen Egeln.
Die Branchiobdellida umfassen folgende fünf Familien:
- Branchiobdellidae (49 Arten)
- Bdellodrilidae
- Cambarincolidae
- Caridinophilidae
- Xironodrilidae